# 방기창
방기창(邦基昌, 1851년 - 1911년)목사는 황해도 신천 출신으로 조선예수교장로회의 조선인 최초 7인 목사 중의 한 사람이다. 동학 접주에서 기독교로 개종하여 목사가 되었으며, 황해도 지역에서 주로 전도하였다. 1898년부터 평양 널다리골 교회 제1대 장로가 되었고, 그 후 평양의 조선예수교장로회신학교의 제1회 졸업생으로 장로교 목사가 되었다.

## 같이 보기
- 길선주
- 한국의 목회자 목록

## 참고 문헌
- 『마포삼열박사전기』 (1973)
- 영계길선주목사저작집 (대한기독교서회, 1968)
- 『조선(朝鮮) 예수교장노회사기(敎長老會史記)』 상(上)( 차재명 편,1928)
- 예수교회보 (조선예수교장로회, 1912)
- 대한예수교장로회 제1회 노회록」 (1907)
- Quarto Centennial Paepors Read before The Korea Mission of the Prebyterian Church in the U.S.A. at the Annual ( Meeting in Pyeng Yang ,1909)